# Srednji Lipovec
Srednji Lipovec este o localitate din comuna Žužemberk, Slovenia, cu o populație de 84 de locuitori.